# Teresa Dunin-Karwicka
Teresa Klementyna Dunin-Karwicka (ur. 15 stycznia 1931 w Warszawie, zm. 2 czerwca 2024) – polski etnograf i etnolog.
W latach 1945–1949 uczęszczała do Gimnazjum Sióstr Urszulanek w Krakowie, a następnie do LO im Józefy Joteyko (1949-1950), gdzie zdała maturę. W 1955 roku  ukończyła studia magisterskie w zakresie historii kultury materialnej i etnografii na Uniwersytecie Jagiellońskim pod opieką Kazimierza Moszyńskiego. Po studiach podjęła pracę w Muzeum Okręgowym w Lublinie. W latach 1961–1964 pracowała jako starszy asystent w katedrze Etnografii Słowian UJ. 
Od 1964 roku związana z Uniwersytetem Mikołaja Kopernika w Toruniu. W 1970 obroniła pracę doktorską zatytułowaną Drzewa w wierzeniach i praktykach ludu polskiego, której promotorem była Jadwiga Klimaszewska. Od 1973 roku pełniła obowiązki kierownika Katedry Etnografii UMK. W 1978 roku uzyskała stopień doktora habilitowanego na podstawie pracy: Kultura ludowa Ziemi Dobrzyńskiej. W latach 1979–2001 kierownik Zakładu Etnografii (Etnologii) Instytutu Archeologii i Etnografii (Etnologii) UMK. Od 1990 roku pełniła funkcję sekretarza generalnego Polskiego Towarzystwa Etnochoreologicznego. 1 grudnia 1999 Teresa Dunin-Karwicka otrzymała stanowisko profesora nadzwyczajnego UMK. We wrześniu 2001 roku przeszła na emeryturę.
Zmarła 2 czerwca 2024 r. Została pochowana na Cmentarzu św. Jerzego w Toruniu.

## Wybrane publikacje
- 1967 Rola drzewka i gałęzi w zimowej obrzędowości Małopolski południowej, [w:] "Rocznik Muzeum Etnograficznego", t. 2, Kraków, s. 123-132.
- Kultura ludowa Ziemi Dobrzyńskiej, (1979, Toruń, ISBN 83-01-00459-2)
- Tradycja a współczesność w kulturze ludowej wybranych wsi regionów Polski Północnej (1982, wspólnie z Janiną Cherek)
- Ubiory ludowe w Polsce, (1995, Wrocław, ISBN 83-904914-0-0)
- Rola tradycji w kulturze wsi kujawskiej, (2000, Toruń, ISBN 83-231-1139-1)